# No Man's Land (musikalbum)
No Man's Land är ett studioalbum av den finländska musikgruppen Waldo's People. Det gavs ut den 22 maj 2000 och innehåller 12 låtar.

## Låtlista
| Nr  | Titel                           | Längd |
| --- | ------------------------------- | ----- |
| 1.  | No-Man's-Land (Radio Edit)      | 3:57  |
| 2.  | Bounce (To the Rhythm Divine)   | 3:39  |
| 3.  | 1000 Ways (Radio Edit)          | 3:24  |
| 4.  | Wild Wild Thing                 | 3:30  |
| 5.  | Rock the World                  | 3:36  |
| 6.  | Remedy                          | 3:13  |
| 7.  | I'm Alive                       | 4:55  |
| 8.  | Mindblower                      | 3:47  |
| 9.  | Fire                            | 3:39  |
| 10. | Disconnected                    | 3:32  |
| 11. | No-Man's-Land (JS16 vs. Darude) | 7:24  |
| 12. | 1000 Ways (JS16 vs. Darude)     | 6:34  |

## Listplaceringar
| Lista   | Topplacering |
| ------- | ------------ |
| Finland | 6            |